# Mode d'articulation
En phonétique articulatoire, le mode d’articulation d’une consonne désigne un ensemble de propriétés de son articulation selon : 
- le type d’obstruction au passage de l’air (consonnes occlusives, fricatives, affriquées, spirantes, roulées, battues) ;
- le canal vocal ou la cavité de résonance utilisée (orale ou nasale) ;
- l’organe qui pointe vers un lieu d’articulation la consonne sera gutturale, linguale, ou labiale ;
- le type d’écoulement (central ou latéral) ;
- le mécanisme à l’origine de l’écoulement (consonne pulmonaire ou non pulmonaire : injective, éjective ou clic).